# Augustus von Dieskau
Augustus von Dieskau, auch August von Dieskau, zeitgenössisch von Dießkau, (* vor 1680; † Juni 1739) war ein anhalt-zerbstischer Vizepräsident und Landrichter der Herrschaft Jever sowie Rittergutsbesitzer in Molbitz.

## Leben
Er stammte aus dem meißnischen Adelsgeschlecht von Dieskau und war der Sohn des sachsen-merseburgischen Hofmarschalls Carl von Dieskau († 1680). Der sachsen-merseburgische Geheime Rat Otto Erdmann von Dieskau († 1716) auf Kölzen und Starsiedel, der fürstlich-sächsische Oberst Werner von Dieskau und Carl Wilhelm von Dieskau waren seine Brüder.
Da sein ältester Bruder Otto Erdmann die väterlichen Rittergüter übernommen hatte, trat Augustus von Dieskau in den Verwaltungsdienst im Fürstentum Anhalt-Zerbst. In Jever war er ab 1727 bis zu seinem Tod im Jahre 1739 als Vizepräsident und Landrichter tätig.

## Familie
Augustus von Dieskau verlobte sich 1692 mit Abel Maria von Bülau, die er am 14. November 1693 heiratete. Aus dieser Ehe ging der Sohn Christian Erdmann von Dieskau (* 1694) hervor, der Kammerjunker in Neustadt an der Orla wurde.
Mit seiner zweiten Ehefrau Maria Elisabetha geb. von Bronsard hatte Augustus von Dieskau folgende fünf Söhne:
1. Carl Wilhelm (* 1703), königlich-polnischer und kurfürstlich-sächsischer Kapitän,
2. Adolph Otto (* 1707),
3. Ernst August (1713–1747), brandenburg-kulmbachischer Kammerherr und Rittmeister des Gardes du Corps,
4. Friedrich Erdmann (1715–1737), Fahnenjunker, starb auf dem Kriegszug nach Ungarn,
5. Carl Gottlob (1720–1801), königlich-polnischer und kurfürstlich-sächsischer Premierleutnant unter dem Rochowischen Infanterieregiment, zuletzt Oberstleutnant und Kommandeur einer Invaliden-Kompanie in Eisleben